# Río Santa María (Florida)

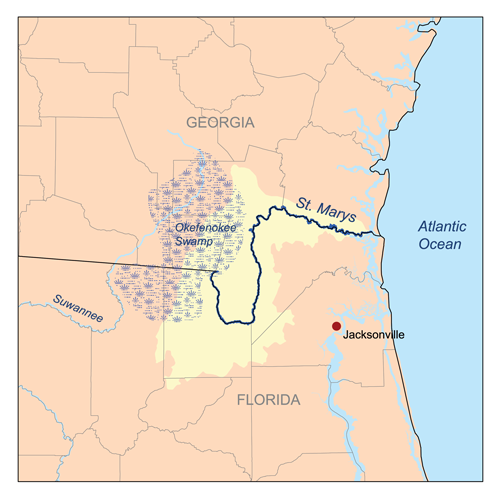
Mapa del río Santa María.

El río Santa María o Santamaría (nombrado Saint Marys River por la USGS) es un río de 203 km en el sureste de los Estados Unidos. Se nombró en honor a la santa católica Santa María. Actualmente es parte del límite entre los estados de Georgia y Florida. Históricamente, fue el límite norte entre la Florida española y los Estados Unidos de América.